# 4176 Sudek
Sudek (asteroide 4176) é um asteroide da cintura principal com um diâmetro de 30 quilómetros, a 2,6560372 UA. Possui uma excentricidade de 0,1431064 e um período orbital de 1 993,21 dias (5,46 anos).
Sudek tem uma velocidade orbital média de 16,91761386 km/s e uma inclinação de 2,59829º.
Este asteroide foi descoberto em 24 de Fevereiro de 1987 por Antonín Mrkos.